# 昌寧警察署
昌寧警察署（チャンニョンけいさつしょ）は、慶南地方警察庁所管の警察署である。

## 管轄区域
- 昌寧郡

## 沿革
- 1945年10月21日 - 国立警察発足
- 1989年7月 - 現在の庁舎が完成

## 組織
- 警務課
- 生活安全交通課
- 捜査課
- 情報保安課

## 管轄派出所
- 邑内派出所
- 南旨派出所
- 霊山派出所
- 釜谷派出所
- 大合派出所
- 遊漁派出所
- 梨房派出所

## 管轄治安センター
- 高岩治安センター
- 丈麻治安センター
- 都泉治安センター
- 桂城治安センター
- 吉谷治安センター
- 城山治安センター
- 大池治安センター